# Kínai aranyfenyő
A kínai aranyfenyő (Pseudolarix amabilis) a fenyőalakúak (Pinales) rendjébe és a fenyőfélék (Pinaceae) családjába tartozó aranyfenyők (Pseudolarix) egyetlen élő faja.

## Előfordulása
Kelet-Kína hegyvidékein őshonos.

## Megjelenése
Terebélyes, kúpos 40 méter magasra megnövő lombhullató fenyő. Kérge szürkésbarna, kis szögletes pikkelyekre töredezett. A levelei lapos, puha, fényes zöld színű, tompa végű 3–6 centiméter hosszú tűlevelek. A hosszú hajtásokon egyesével spirálvonal mentén, a görbült törpehajtásokon csokrosan állnak. Ősszel aranysárgára színeződnek. A törpehajtásokon fejlődő porzós és termős tobozok tavasz végén, nyár elején nyílnak. A toboz tojásdad 4–7 centiméter hosszú, 4–6 centiméter széles; hegyes háromszög alakú pikkelylevelekből áll. Fiatalon zöld színű, éretten barna, 7 hónappal a megporzás után érik be. Lehullás előtt szétesik, akárcsak a cédrusfajok (Cedrus) toboza.

## Felhasználása
Európa mediterrán régióiban sikeresen telepíthető mutatós díszfa, mivel jól tolerálja a párás, de forró nyarat. Az Egyesült Államok mediterrán térségeiben is ültetik. Nagy-Britanniában is felhasználják díszfaként, de ott a hűvösebb nyarak miatt lassabban nő.
A kínai gyógynövényes orvoslásban is felhasználják.

## Képek

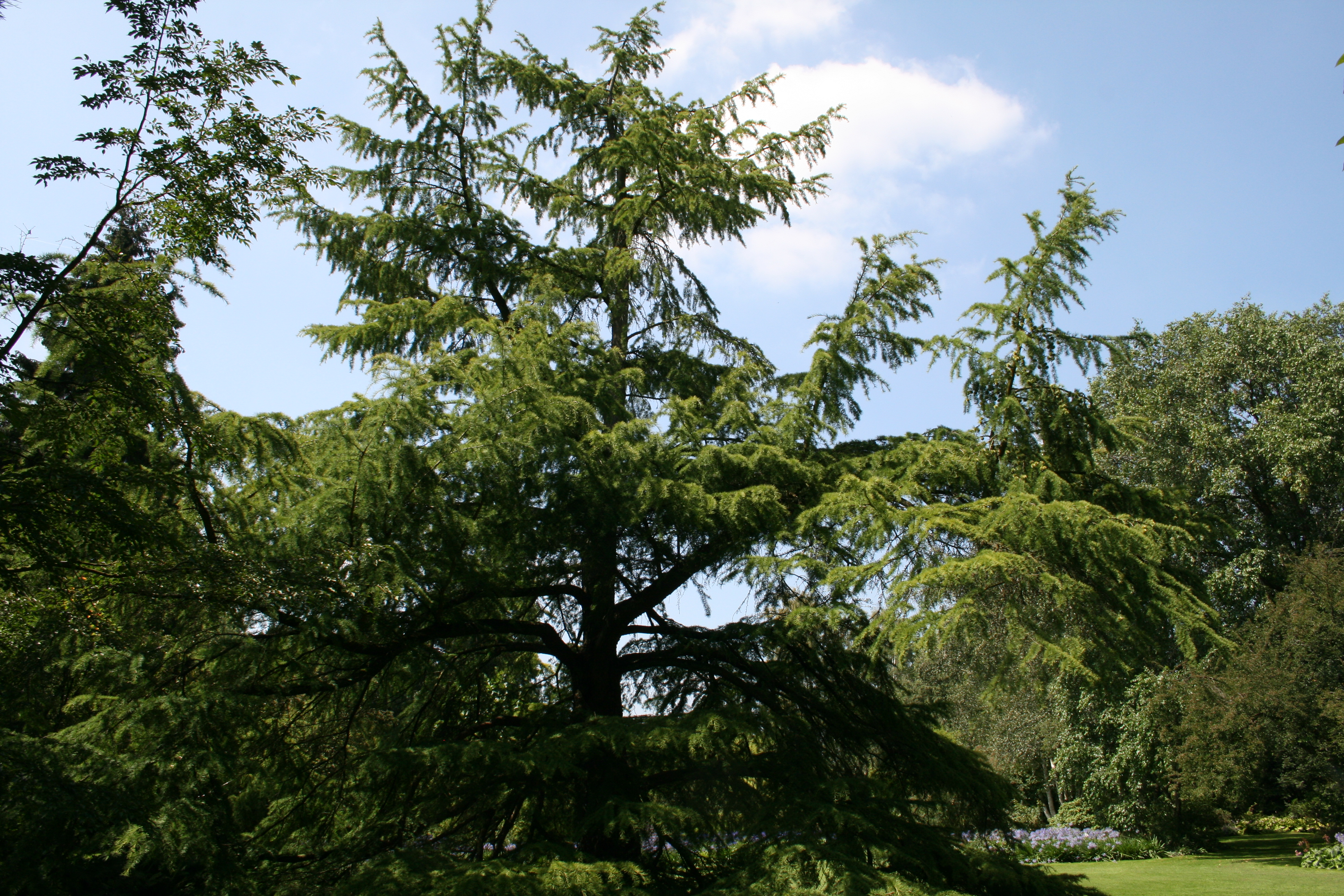
Habitusa
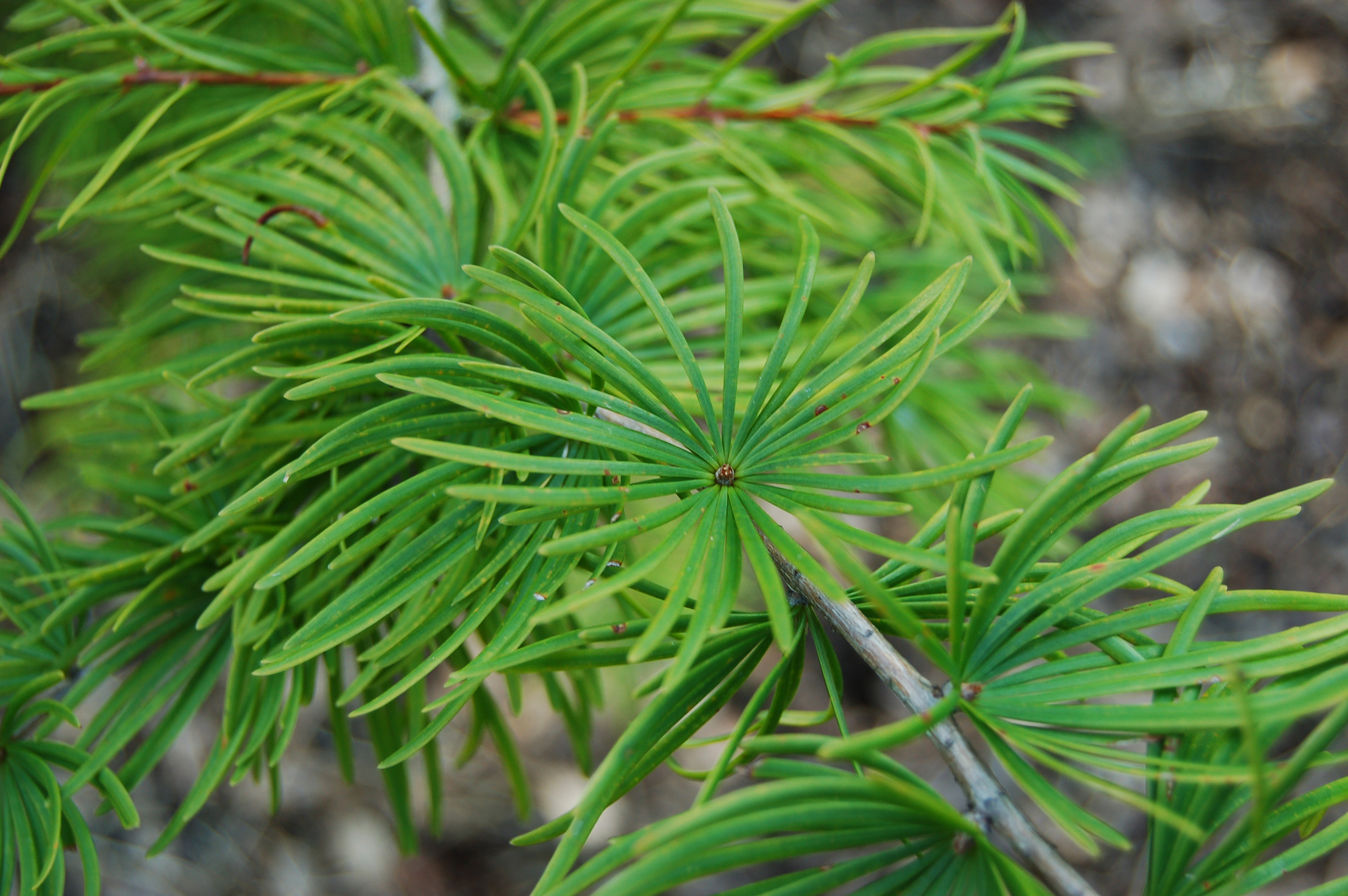
Levelei
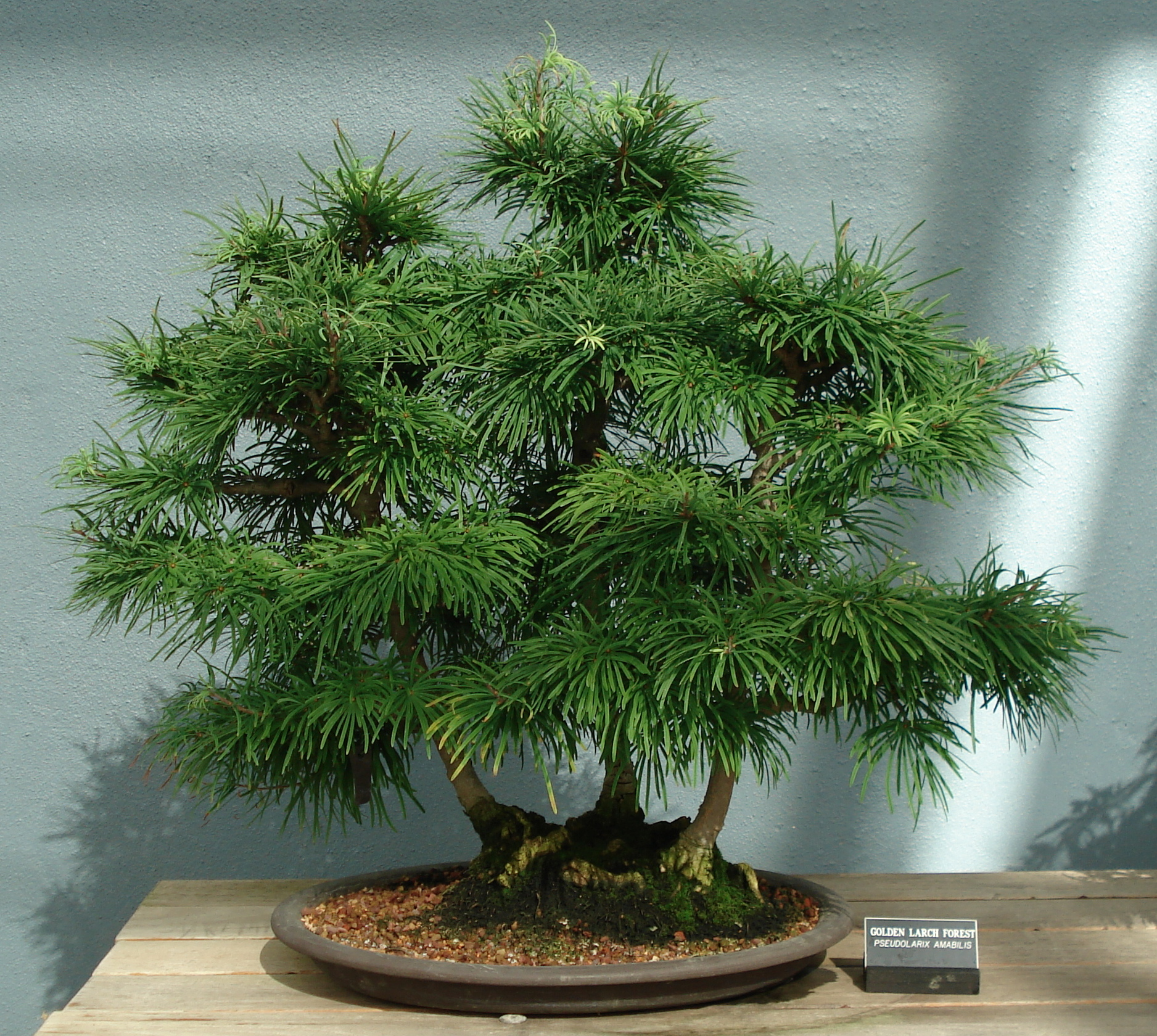
Bonsai-nak nevelve

## Fordítás
- Ez a szócikk részben vagy egészben a Pseudolarix című angol Wikipédia-szócikk ezen változatának fordításán alapul.  Az eredeti cikk szerkesztőit annak laptörténete sorolja fel. Ez a jelzés csupán a megfogalmazás eredetét és a szerzői jogokat jelzi, nem szolgál a cikkben szereplő információk forrásmegjelöléseként.